# Ordo Templi Orientis

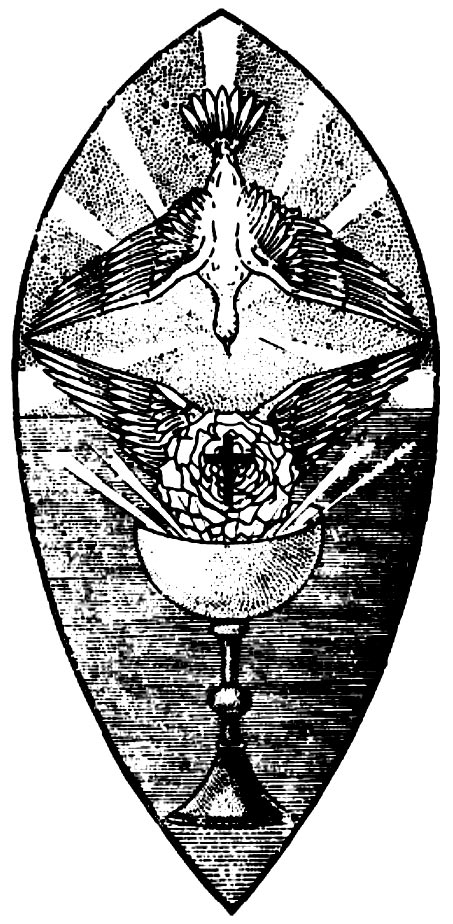
Az Ordo Templi Orientis legelső Lamenje

Az Ordo Templi Orientis (O.T.O.) ('Keleti Templomosok Rendje') egy testvéri és vallási szervezet, melyet Carl Kellner [1850-1905], Heinrich Klein [-1913] és Franz Hartmann [1838-1912] alapított 1895-ben. Albert Karl Theodor Reuss Willssont [1855-1923] 1902–ben nevezte ki Kellner a rend vezetőjének, egészen eddig a pontig nem vált a rend operatív jellegűvé. A híres angol okkultista, író és költő, Aleister Crowley 1910-ben csatlakozott a rendhez, és azonnal a VII°-ra lépett, két évvel később megkapta a X°-ot, és az angol ág vezetőjévé vált. 1913-ban Reuss lefordította német nyelvre a Crowley által írt Gnosztikus misét, ezáltal a rend hivatalosan is "elfogadta a Thelema törvényét". 1922-ben Crowley hivatalosan is átvette az egész rend felett a vezetést.
Eredetileg Kellner a Németországban addig nem létező Szabadkőműves magas fokozatok adományozására akart Academia Masonica néven egy összefogó szervezetet létrehozni. A szervezet Kellner 1905-ös halála után, Reuss vezetése alatt elfogadta a Thelema törvényét, végül Crowley teljesen ezen törvény köré szervezte át, melyet leggyakrabban a "Tégy amit akarsz lesz a Törvény egésze" és a "Szerelem a törvény, szerelem az akarat alatt" mondatokkal foglalnak össze. Az 1904-ben írt Liber AL vel Legis (a Törvény könyve) című vallási műben, a Thelema legfőbb szent könyvében nyilváníttatott ki.
Sok másik titkos társasághoz hasonlóan az O.T.O. tagsága fokozati rituálékkal történő avatási rendszeren alapul, melyek során szimbolikus rituális drámák útján az életre vonatkozó tanításokat, misztériumokat adnak át, s ezzel fraternális (testvéri) köteléket alakítanak ki.
Az O.T.O. vallási szárnya az Ecclesia Gnostica Catholica, avagy a Gnosztikus Katolikus Egyház, mely mindenki számára nyitott. Ezen egyház központi rituáléja a Liber XV, más néven a Gnosztikus mise.

## Történet

### A rend eredete
Karl Kellner, a gazdag osztrák gyáros 1895-ben kezdett el Theodor Reussal, a híres énekessel és impresszárióval tárgyalni az akkor Németországban ismeretlen szabadkőműves magas fokok adományozására létrehozandó, ún. Academia Masonica alapításáról. Reuss a "Német Szabadkőművesek Nagypáholya" nevű szervezet főmestere volt, s ekkoriban az Adam Weishaupt neve által fémjelzett Illuminati újjáélesztésén dolgozott; ennek érdekében újraaktiválta a Ludwig páholyt, mely eredetileg független illuminátus csoportként tevékenykedett, azonban ő szabadkőműves magas fokokként kezelte a rendszert, és a páholyt teljes egészében a Nagypáholy alá rendelte. Amikor Kellner Kelet-utazó lett, visszatérve magával hozta a tantrikus ismereteket, amíg ezzel szemben Reuss egy tipikus kontinentális okkultista és fagyos-szabadkőműves volt. Máskülönben, ő beavatott volt a GD-be Westcott által, John Yarker [1833-1913] által a Memphis-Misraim Rítusba és a megújult Illuminátus Rend – Illuminati Order közös alapítója Leopold Engel [1858-1931] által. Mivel a szabadkőműves rendek nem ismerték el az illuminátusokat, ezért Reuss olyan szervezetet keresett, akik által legitimizálhatja magát – 1901-ben Gérard Encausse a Martinista rend Különleges Felügyelőjévé tette, s ezáltal megkezdődött a folyamat.
1902-ben engedélyt kapnak John Yarkertől a Swedenborg rítus nagypáholyának, William Wynn Westcott-tól a Societas Rosicruciana in Anglia Nagytanácsának, majd később ugyanebben az évben szintén Yarkertől a Memphis-Misraim Rítus Önálló Szentélyének létrehozására. Sok hires okkultista tartotta a kapcsolatot ebben az időben így vagy úgy Reussal és az OTO –val, néhány példa erejéig; Papus, Rudolf Steiner, Jack W. Parsons, L. Ron Hubbard, Gerald Gardner (a Wicca, mint modern boszorkányság megalapítója), George Plummer, Israel Regardie, Ben Kadosch (Carl Willhelm Hansen) [1872-1936], Heinrich Traenker, Friedrich Mellinger [1890-1970] és még sokan mások.
Kellner 1905-ös halála után Reuss vette át a rend vezetését, melyet feltehetőleg 1907 környékén kezdett el különböző forrásokban a "Keleti Templomosok és Ezoterikus Rózsakeresztesek Szabadkőműves Rendjeként" emlegetni. Reuss sok energiát fektetett abba, hogy elterjessze a rendet az egész világon, majd engedélyeket adott francia, dán, svéd, osztrák és amerikai szárnyak létrehozására.
Amerikába Charles Stansfeld Jones (Frater Achad) [1886-1950] vitte el, aki egy különc személyiség volt, itt elterjesztette a Maat Eonjának Hajnalát. Jones ezenkívül Rózsakeresztes tevékenységet is folytatott, vannak mai napig is olyan R. rendek, amelyek Jones–tól származtatják magukat. Az O.T.O. feltehetően nagyszámú ezotérikus hagyományon nyugszik, viszont sohasem hangsúlyozta a Rózsakeresztes aspektust a többi fölé. Csak Reuss vezetése alatt, lett meghatározva úgy, hogy Rózsakeresztes, Reuss, Hartmann és Krumm-Heller által, valamint néhány O.T.O.-n kívüli okkultista által. Későbbi képviselői hivatkoztak az OTO-ra úgy, mint az Ősi Arkanuma a Vörös Rózsa és Arany Kereszt Rendjének – Antiquus Arcanus Ordo Rosć Rubeć & Aureć Crucis. Ez nem akadályozta meg őket abban, hogy szervezzenek egy külön testületet, amelyet "L'Ordre des Rose-Croix Esoteriques"–nek neveztek, amely elkötelezett volt, a spirituális ezotéria és az 1908-as Szabadkőműves konvencióknak. Érdemes észrevenni, hogy a Krumm-Hellers FRA–ja úgy működött, mint egy autentikus O.T.O. ág. Tény, hogy Reuss magyarázta a rózsakeresztes gyökereit az O.T.O.-nak az egyik levelében, amelyet 1921 –ben írt Harvey Spencer Lewis-nak. Lewis-t befogadta az OTO személyesen Reuss által, de elhatárolódott tőle, amikor Crowley lett a rend vezetője.

### Az O.T.O. és Aleister Crowley
Reuss 1910-ben, a McGregor Matherssel a Golden Dawn rituáléinak kiadásáért folytatott per során ismerte meg Aleister Crowleyt, és beavatta rendjének első három (más források szerint első hét) fokába. Két évvel később Reuss maga perelte be Crowleyt, amiért a Hazugságok könyve (Book of Lies) című műben állítólag kiadta a rend legfőbb titkát. Mikor bebizonyosodott, hogy a mágus saját maga fedezte fel ugyanazt a "kulcsot", Reuss a X°-ra emelte és megtette vezetőjévé az angol ágnak, melynek a Mysteria Mystica Maxima, avagy M∴M∴M∴ nevet adta. Még ugyanezen évben Crowley megírta az M∴M∴M∴ manifesztóját, melyben egyszerű, tíz fokozatra osztott rendszert írt le, Kellner három fokú Academia Masonicája ebből a hetedik, nyolcadik és kilencedik.
Az AMORC Imperátorát Lewis-t úgy tűnt, hogy figyelmen kívül hagyja Crowley, bár megpróbálta rávenni, hogy legyen tag A. A.-ban, és azt akarta, hogy fogjanak össze a közös ellenség ellen, Clymer ellen. Miután több történés is meghiúsította a kommunikációjukat, Crowley ellenségévé vált Lewis-nak, és vissza akart vágni az AMORC-nak. Amikor Crowley a rend vezetője lett 1924–ben, a Rózsakeresztes aspektus nem került hangsúlyozásra egyáltalán. Tény, hogy Crowley mélyrehatóan átalakította a szervezetet mind tartalom, mind forma tekintetében. Nem mindenki találta úgy, hogy ez szükséges átalakítások voltak, így több ágra bomlott szét. Ennek érdekében Crowley hosszú ideig igyekezett nyomonkövetni, hogy az egyes ágakban mennyi a Reuss–i terület, mennyire merült feledésbe és, hogy mennyire érintheti ez a központot. Vannak, akik azt állítják, hogy ennek az volt az oka, hogy nem Crowley lett az örököse Reuss-nak, de vajon ezen az úton az első naptól napjainkig hány különféle csoport jött létre, amely valamely részben tartalmazta csak a fővonalat, azt állítva, hogy ő az autentikus rend képviselője. A legtöbb modern változata az O.T.O.-nak Thelemisztikus, ami gyakorlatilag azt jelenti, hogy elismerik a Crowley-féle OTO–t, így a legfőbb kérdés az autentikusság bizonyítása szempontjából, hogy az örökséget a Crowley–i vonalon vezessük vissza és nem a Reuss–in, mivel ő volt a Thelema Prófétája. Vannak még mindig aktív ágak Svájcban, amelyek a reussi ágból erednek.
1913-ban Crowley Moszkvában megírja a Gnosztikus misét, melyet a rend központi ceremóniájaként ír le mind nyilvános, mind zárt ünnepekhez. Az első világháború kezdete után nem sokkal, 1914-ben az Egyesült Államokba költözik, s egy évvel később újra írja az M∴M∴M∴ rituáléit, immáron thelemita alapokon.
Reuss 1917-ben írt egy szinopszist az O.T.O. fokozatairól, ebben a harmadik fokozatot a szabadkőműves alapfokokként mutatja be, és a három hagyományos fokozatot, az Inast, Legényt és Mestert adja meg, mint az avatás tárgyát, ezen felül pedig a hagyományos fokok minden alapját, az első három fok katekizmusát és az összes szabadkőműves rendszer magyarázatát foglalta volna magába. A negyedik fokozaton pedig Énok szent királyi boltívének rítusa van megadva, melyet Reuss a skót szabadkőművesség fokaként jellemzett.
Miután Crowley 1919-ben, Michiganben megkísérelte ezt a szabadkőműves alapú O.T.O. rendszert használni, s ezért a skót rítus tanácsa visszautasította azzal, hogy túlságosan hasonlóak a rítusok az ortodox szabadkőművességhez, átírta az első három fokot, ezzel elvágva az addigi szálakat a régebbi rend felé. A negyedik fokot azonban érintetlen hagyta, így az a mai napig hasonló a királyi boltív kőművesség különböző ceremóniáihoz.
Theodor Reuss 1920-ban agyvérzést kapott, s Crowley Alan Bennett barátjával folytatott levelezésében aggodalmát fejezte ki a rend jövője iránt, s kétségét fejezte ki Reuss vezető szerepre való alkalmasságát illetőleg. Reuss hamarosan tudomást szerzett erről, s haragos hangú levélváltásba kezdtek 1921 novemberében. Ezután Crowley 1922-ben egyszerűen megírta, hogy az valódi akarata, hogy átvegye Reuss helyét a rend külső fejeként (ez a legfőbb vezető hivatalos címe). Reuss erre nem válaszolt, s 1923-ban utód kijelölése nélkül halt meg; s bár Crowley további levelezéseiben azt állította, hogy őt jelölte meg örökösül, életrajzírói igen kétlik, hogy ennek lett volna valóságalapja. 1925-ben azonban a rend nagymesterei hivatalosan is megválasztották a posztra, így kinevezése vitathatatlanná vált.
A második világháború során az O.T.O. európai csoportjai mind vagy feloszlottak, vagy illegalitásba kényszerültek, s a háború végére a kaliforniai Agapé páholy maradt csak meg, bár több országban is életben maradtak avatottak szinte minden fokozatból. Új avatásokat azonban szinte egyáltalán nem végeztek. Karl Germer, Crowley egy régebbi tanítványa ekkoriban szabadult ki a koncentrációs táborból, az Egyesült Államokban telepedett le, s rövid idő után át is vette a kaliforniai csoport vezetését. 1942. március 14-én Crowley átadta Germernek címeit (aki így az O.T.O. külső fején kívül az A∴A∴ mágikus rend praemonstratorává és az Ecclesia Gnostica Catholica pátriárkájává is vált).
Crowley élete utolsó évében többször találkozott Gerald Gardnerrel (aki később megalapította a Wicca vallást). Első alkalommal 0°-tól a P.I. fokozatig avatta be, és engedélyt adott neki egy tábor létrehozására, második alkalommal pedig a VII°-ig emelte, hogy később páhollyá tudja növelni csoportját, ezzel de facto az O.T.O. angol ágának vezetőjévé téve. Gardner egészségi állapota és Anglia háború utáni helyzete miatt azonban nem sikerült új tagokat toborozni, így 1951-ben Germer Frederic Mellinger német tagot bízta meg a rend európai képviseletével, s Kenneth Grantet egy angol páholy létrehozásával.
Crowley Germer megbízása ellenére aggódott a Rend miatt, ezért egy fiatal őrnagynak, Grady McMurtrynek megbízólevelet adott, melyben kinevezte a rend kalifájává (ez a rend külső fejének címe) Germer felügyelete alatt. McMurtry a Hymaeneus Alpha mágikus nevet vette fel avatásai során.

### Az O.T.O. Aleister Crowley után
Crowley halála után Germer kétséges sikerrel igyekezett a rendet életben tartani. Ennek egyik indoka az volt, hogy az FBI letartóztatta, s a rendről faggatta. Germer rettegett, hogy újra börtönbe kerül, ezért a Rend tagjai alig avathattak és nem szervezhettek nagyobb nyilvános eseményeket. Angliában Grant 1955-ben megalapította páholyát, s ezen alkalomból manifesztót adott ki. Ennek tartalmát Germer thelema-ellenesnek nyilvánította és kizárta Grantot a rendből, ezután Noel Fitzgerald, egy IX° tag vette át az angol ügyeket.
Germer 1962-ben utód megjelölése nélkül halt meg. Grant közben kinevezte magát a rend külső fejévé, páholyát átalakította, avatott és könyveket kezdett kiadni. Több más ember is kikiáltotta magát legfőbb vezetővé, ez később komoly nehézségeket okozott. 1969-ben McMurtry a "kalifátus-levélben" foglaltak szerint elfoglalta a vezetői széket, de nem nevezte magát külső fejnek. 1974-ben azt nyilatkozta: "Jelenleg Aleister Crowley Ordo Templi Orientisének nincs külső feje. A rend külső feje egy nemzetközi rang (ld. Kék Equinox, 201. oldal), és Aleister Crowley Ordo Templi Orientis-e pillanatnyilag nem áll a szervezettség olyan fokán, hogy alkotmánya feltételeinek ezen szempontból eleget tegyen". 1970-ben avatni kezdett. Az O.T.O. 1979. március 26-án jogi személlyé vált, mely 1982-ben vallási szervezetként adómentességet kapott.
A 80-as évek elején Marcello Motta, Germer A∴A∴-s tanítványa jogi pert indított McMurtryék ellen, hogy Crowley könyveinek szerzői jogát, melyet a rendre hagyott, megszerezze; ezt a pert 1985-ben elvesztette. Ezen per eredményeként hivatalosan is bebizonyosodott, hogy valóban McMurtry az örököse a rend vezetői székének, s az addig gombamód szaporodó ál-O.T.O.-k kora véget ért.
McMurtry nem jelölt ki utódot, hanem azt kérte, hogy a Gnózis Fenséges Szentélye (azaz a IX° beavatottjainak tanácsa) válassza meg a következő kalifát. Hymaeneus Alpha néhány hónappal a jogi ügyek lezárása után meghalt, s kérésének eleget téve William Breeze-t választották meg, ki Hymaeneus Beta néven foglalta el pozícióját. Ez ideiglenes megbízatás volt csak, Breeze továbbra is elszámolással tartozott a nagytanács felé.
1996-ban Sabazius X° az Egyesült Államok Nagypáholyának nemzeti nagymesteri címét kapta. 2005-ben Hyperion X° az akkor alapult Egyesült Királyság Nagypáholyának nemzeti nagymestere lett. 2006-ban Shiva X° Ausztrália Nagypáholyának nagymesterévé lépett elő, 2014 májusában pedig Olaszország Phanes X°, Horvátország pedig Abrasax X° vezetése alatt alapított Nagypáholyt. Az O.T.O. rendszerében öt X° szükséges egy valódi külső fej megválasztásához, s 2014-ben a nagymesterek egyhangúlag meg is választották Hymaeneus Betát.

## Az O. T. O. filozófiája
Az O.T.O. Crowley szerint az "első a régi eón nagy rendjei közül, mely elfogadta a Törvény könyvét". Eredetileg a rend irreguláris szabadkőműves rendek ritualitásából kölcsönzött, és bár bizonyos kapcsolódó szimbólumok és nyelvezet a mai napig használatban van, ezek kontextusa egyértelműen a thelema és annak hittételei köré lett rendezve.
Az O.T.O. ritualitása két fő területre osztható: beavatások a Misztériumokba, és a Liber XV, a Gnosztikus Mise celebrálása. Ezen felül a rend egyes helyi testületei rendeznek tudományos előadásokat, társasági eseményeket, színházi fellépéseket, művészeti kiállításokat, könyveket és magazinokat adnak ki és hermetikát, jógát és mágiát oktatnak.

## Beavatás és tanítások
Az O.T.O. tagsága beavatási rituálék (más néven fokok) rendszerére alapul, melyek rituális drámán keresztül misztériumokat, életbölcsességeket, spirituális és filozófiai tanításokat közvetítenek, s ezáltal testvéri köteléket alakítanak ki a tagok közt.
Ezen fokok ezen felül szervezeti funkciót is betöltenek, amennyiben egyes tisztségek betöltéséhez bizonyos fokokat el kell érni (például a K.Ny. L. fokozat előfeltétele annak, hogy valakit pappá szenteljenek az Ecclesia Gnostica Catholica-ban).
Tizenhárom számozott és tizenkét számozatlan fok van, mely három "triádra" oszlik – a Remete, a Szeretők és a Föld embere triádokra.
Minden fokozat avatáshoz van kötve, melynek során esküt tesz a jelölt, ezek hasonlóak a szabadkőművességben használtakhoz.
Ahhoz, hogy valaki bekerüjön, három fő kritériumnak kell megfelelni ami általánosság a szervezetben:
1. Jó hírnévvel rendelkezzen (Ne álljon semmilyen jogi és büntetésvégrehajtási intézkedés alatt)
2. Szabad (Független mindentől, azaz ne okozzon neki gondot ha költségek illetik vagy ha utaznia kell)
3. Nagykorú (Általában 21 év, Magyarországon 18. évét töltse be, hogy jogilag is nagykorú legyen)

Ezen kívül még a testületben két szponzort is kell találnia, akik aláírják a szponzorációt.
A Kelet és Nyugat Lovagja és afeletti fokozatok meghívásos alapon adományozódnak.
Az O.T.O. beavatásainak végső célja "allegóriák és szimbólumok útján bevezetni az egyént a Természet mélységes misztériumaiba, és ezáltal segíteni mindenkit saját valódi identitásának felfedésében."
Az egész rendszer a következő módon épül fel:
- A Föld embere triád
  - 0°—Minervál
  - I°—Férfi és Fivér / Nő és Nővér
  - II°—Mágus
  - III°—Mester Mágus
  - IV°—Tökéletes Mágus & Enoch Szent Királyi Boltívének Kísérője
    - P. I.—Tökéletes Beavatott, vagy Jeruzsálem Hercege
- Minden triádon kívül
  - Kelet és Nyugat Lovagja
- A Szeretők triád
  - V°—
    - Rose-Croix Fenséges Hercege, és a Pelikán & Sas Lovagja
    - A Vörös Sas Lovagja, és a Hermetikus Filozófus Lovagok Szenátusának Tagja

  - VI°—
    - A Kadosch Rendjének Kiváló (Templomos) Lovagja, és a Szent Grál Kísérője
    - Nemes Inkvizítor Parancsnok, és a Nagytörvényszék Tagja
    - A Királyi Titok Hercege

  - VII°—
    - Theoreticus, és Nagyon Kiváló Fenséges Felügyelő Tábornok
    - A Fény Mágusa, az Ecclesia Gnostica Catholica Püspöke
    - A Fény Nagymestere, A Rítusok & Fokok Felügyelője
- A Remete triád
  - VIII°—
    - Az Illuminati Tökéletes Főpapja
    - Az Illuminati Epoptésze

  - IX°—A Gnózis Szentélyének Beavatottja
  - X°—Rex Summus Sanctissimus (Minden Szentségek Királya)
  - XI°—A Tizenegyedik Fok Beavatottja (ez technikai fokozat és nem áll kapcsolatban a rend általános felépítésével)
  - XII°— Frater Superior (Legfőbb Testvér), a Rend Külső Feje

### Szexuálmágia
A legtöbb forrás állítása szerint a remete triád fokozatai szexuális jellegűek. A VIII°-on az avatott maszturbációs mágikus technikákat tanul, a IX°-ban vaginális közösüléshez kapcsolódó módokat, a XI°-ban pedig anális közösüléssel kapcsolatos gyakorlatokat. Mivel a fokozatok titkait avatás során adják át és hallgatási eskühöz kötik, ezért a források legalábbis kétesek.

## O.T.O. Magyarországon
Magyarországon az Ordo Templi Orientis kizárólagosan hivatalos engedéllyel rendelkező helyi testülete a Bahlasti Ompehda O.T.O. .
A testület 2014-óta aktív és főként a ceremoniális mágiát és hermetikus tanokat tanítanak a tagjainak az O.T.O. curriculumán kívül. 
Ahhoz, hogy bekerüjön valaki a testületbe, három fő kritériumnak kell megfelelni ami általánosság a szervezetben:
1. Jó hírnévvel rendelkezzen (Ne álljon semmilyen jogi és büntetésvégrehajtási intézkedés alatt)
2. Szabad (Független mindentől, azaz ne okozzon neki gondot ha költségek illetik vagy ha utaznia kell)
3. Nagykorú (Általában 21 év, Magyarországon 18. évét töltse be, hogy jogilag is nagykorú legyen)

Ezen kívül még a testületben két szponzort is kell találnia, akik aláírják a szponzorációt. Ezt főleg az eseményeiken lehet megtenni, vagy a személyes találkozókon.
Bővebb információt az oldalukon lehet olvasni a tagság megszerzéséről. A jelentkezést mindig a testület titkárának vagy a mesterének kell címezni.
A helyi szervezet könyvtára értékes írásokkal rendelkezik magyar és angol nyelven ami folyamatosan bővül.
Magyarországon egyedülállóan a helyi testület aktív a Gnosztikus Katolikus Egyház (E.G.C.) területén. Időközönként Gnosztikus Misét és egyéb egyházi rituálékat mutatnak be. Részletesen erről a testület oldalán lehet olvasni.

## Lásd még
- Fény Hermetikus Testvérisége

## Fordítás
Ez a szócikk részben vagy egészben  az   Ordo Templi Orientis című angol Wikipédia-szócikk ezen változatának fordításán alapul.  Az eredeti cikk szerkesztőit annak laptörténete sorolja fel. Ez a jelzés csupán a megfogalmazás eredetét és a szerzői jogokat jelzi, nem szolgál a cikkben szereplő információk forrásmegjelöléseként.